# Juan Diego Cuauhtlatoatzin
Juan Diego Cuauhtlatoatzin (Cuauhtlatoatzin betyder den "talande örnen" på nahuatl) eller Sankt Juan Diego, född 1474 i Cuautitlán, död 30 maj 1548 på kullen Tepeyac, var den förste som iakttog den Mariauppenbarelse vilken kallas Vår Fru av Guadalupe. Han saligförklarades 1990 och helgonförklarades 2002 av påven Johannes Paulus II.

### Webbkällor
- ”Juan Diego Cuauhtlatoatzin (1474–1548)”. The Holy See. http://www.vatican.va/news_services/liturgy/saints/ns_lit_doc_20020731_juan-diego_en.html. Läst 9 december 2017.
- ”San Juan Diego Cuauhtlatoatzin, veggente di Guadalupe”. Santi e Beati. http://www.santiebeati.it/Detailed/90946.html. Läst 9 december 2017.